# Барон Килбракен

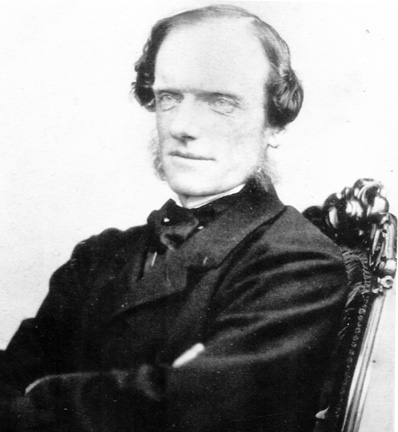
Джон Роберт Годли, 1-й барон Килбракен (1847—1932)

Барон Килбракен из Киллегара в графстве Антрим — наследственный титул в системе Пэрства Соединённого королевства. Он был создан 8 декабря 1909 года для старшего государственного служащего, сэра Артура Годли (1847—1932). Он занимал должность заместителя министра по Индии (1883—1909). 
По состоянию на 2024 год носителем титула являлся его правнук, Кристофер Джон Годли, 4-й барон Килбракен (род. 1945), который сменил своего отца в 2006 году.
Джон Роберт Годли (1814—1861) был отцом 1-го барона Килбракена. Другим известным членом семьи Годли был генерал, сэр Александр Годли (1867—1957). Он был двоюродным братом 1-го барона Килбракена.

## Бароны Килбракен (1909)
- 1909—1932: Сэр Артур Годли, 1-й барон Килбракен (17 июня 1847 — 27 июня 1932), единственный сын Джона Роберта Годли (1814—1861);
- 1932—1950: Хью Джон Годли, 2-й барон Килбракен (12 июня 1877 — 13 октября 1950), старший сын предыдущего;
- 1950—2006: Джон Рэймонд Годли, 3-й барон Килбракен (17 октября 1920 — 14 августа 2006), старший сын предыдущего;
- 2006 — настоящее время: Кристофер Джон Годли, 4-й барон Килбракен (род. 1 января 1945), старший сын предыдущего;
  - Наследник: достопочтенный Джеймс Джон Годли (род. 1972), единственный сын предыдущего.